# Grimaldo Canella

Símbolo heráldico de Grimaldi

Grimaldo Canella fue un almirante y estadista genovés considerado el fundador (a pesar de que su padre fue el precursor) y epónimo de la familia Grimaldi.

## Orígenes
Nació en Génova aproximadamente el año 1110 d. C. y murió cerca del año 1184 con 74 años. Su padre era un noble y patricio genovés, Ottone Canella (probablemente originario de los Señores de Vezzano Ligure), el mismo que fue cónsul de Génova en 1133, y su madre era la noble local Adelasia. Él era lo más pequeño de los hermanos: Rubaldo, Bellamunto, Otto, Carlo, Bulzaneto, y Anna Canella.

## Vida
Grimaldo Canella fue político y hombre de armas. Sus datos aparecen por primera vez en un documento del 2 de octubre de 1158. También fue embajador de Federico Barbarossa al 1158 y fue varias veces cónsul de Génova los años 1162, 1170 y 1184. Aun así, fue el embajador del Emir de Marruecos en 1169 y fue presente en varios actos notariales en 1162 y 1184.
Aconteció hombre de armas el octubre de 1170, cuando más tarde lideró ocho galeras genoveses que, bajo su mando, persiguió un pequeño ejército de galeras provenientes de Pisa y conquistó una.

## Familia
Se casó con una noble local de la cual no se ha conservado el nombre y tuvieron los siguientes hijos: Oberto Grimaldi (1140 - 1232), el primero de la familia al traer el apellido Grimaldi y el fundador del poder económico y político de la Casa; Pietro; Raimondo; Adelasia (muerta el 1 de diciembre de 1177), la cual se casó con Gherardo VII della Gherardesca, Conde de Settimo (muerto cerca del 1178); Grimaldina; y Anna. 

## Su descendencia
Su familia ya hacía tiempo que vivía en Génova, entre la que en el futuro será la Iglesia de San Lucas y el distrito llamado "Maddalena". 
En esta era Grimaldi empezaron su ascenso a las familias más importantes de la República de Génova, las cuales participan en las primeras luchas de la época. 
En este contexto, la figura de Grimaldo se plantea, por lo tanto, la del fundador del epónimo, el famoso cónsul del cual sus descendentes quieren mantener el nombre como el del mismo linaje. Como fundador, Grimaldo se coloca en el umbral de la historia oscura y en el comienzo de la reputación de la Casa. 
Los estudios más importantes sobre Grimaldo Canella se empezaron a ejecutar en la Edad Moderna, a pesar de que todavía permanece la incertidumbre sobre el verdadero origen de Canella. Después de nueve siglos, el nombre y la memoria de Grimaldo todavía se conservan, y nos fijamos en él como el fundador de la familia Grimaldi.